# Sergio Baratto
Sergio Baratto (Abbiategrasso, 18 giugno 1973) è uno scrittore italiano.

## Biografia
Nato ad Abbiategrasso, vive e lavora a Milano.
Baratto è stato tra i fondatori della rivista Il primo amore. Dopo aver pubblicato per oltre un decennio nella rivista da lui cofondata, esordisce nel 2012 con il libro di non-fiction Diario di un'insurrezione, a cui fa seguito il romanzo La steppa, pubblicato nel 2016 con Mondadori, e che si aggiudica la XXIV edizione del Premio Berto. A questo libro, fa seguito My favorite things, pubblicato nel 2023 per Minimum Fax.

## Opere

### Romanzi
- Diario di un’insurrezione, Pavia, Effigie, 2012.
- La Steppa, Milano, Mondadori, 2016. (Vincitore del Premio Berto)
- My favorite things, Roma, Minimum Fax, 2023.